# 야토미역
야토미역(일본어: 弥富駅)은 일본 아이치현 야토미시에 있는 도카이 여객철도 · 나고야 철도의 역이다. 양 사의 공동 사용역으로 도카이 여객철도가 역을 관할하고 있다.

## 노선 연장 · 접속 노선
도카이 여객철도의 간사이 본선과 이 역을 기점으로 하는 나고야 철도 비사이 선과의 접속역이다.
이 역 남쪽으로 100m 정도 떨어진 긴키 닛폰 철도 나고야 선의 긴테쓰야토미 역과도 도보로 이동이 가능하다. 도카이 여객철도 · 긴키 닛폰 철도 · 나고야 철도의 3개 회사가 환승이 가능한 역은 나고야 역과 이 역뿐이다.
나고야 철도는 이 역 시발 열차의 대부분이 도요아케 역(평일의 주간은 기라요시다 역)까지 직통한다. 메이테쓰나고야 방면으로는 쓰시마, 스카구치를 경유하기 때문에 우회하게 되어(나고야 역까지는 나고야 철도가 약 40분, JR이 약 17분, 긴키 닛폰 철도가 급행으로 약 15분), 메이테쓰나고야 역까지의 운임도 긴키 닛폰 철도나 JR과 비교해서 비싸다(나고야 철도가 540엔, JR이 320엔, 긴키 닛폰 철도가 340엔).

## 역 구조 및 승강장
6량 편성 대응의 단선 승강장 1면 1선과 섬식 승강장 1면 2선, 합계 2면 3선의 승강장을 가진 지상역. 역사 쪽(구내 남쪽)에 단선 승강장(1번선), 구내 북쪽에 섬식 승강장(2·3번선)이 있어, 2개의 승강장은 과선교로 연락하고 있다. 1·2번선의 사이에는 화물 열차 대피용으로 비 전선화의 중선이 있다. 섬식 승강장으로 자동판매기가 있다(방향은 JR쪽).
| 1 | ■JR 간사이 본선     | 하행 | 욧카이치 · 마쓰사카 방면 |
| 2 | ■JR 간사이 본선     | 상행 | 나고야 방면              |
| 3 | ■메이테쓰 비사이 선 | -    | 쓰시마 방면              |

예전에는, 3번선의 북쪽에 화물측선이 있어, 나고야 철도 · 구 국철 간의 연락선이 있었다. 화물 측선은 오스트레일리아부터 수입되었던 양모를 욧카이치 항으로부터 간사이 본선을 지나 일본모직 야토미 공장으로 운반하기 때문에 이용되고 있지만, 나고야 철도 비사이 선의 화물 영업 폐지 후에 철거되었기 때문에, 현재는 주차장으로 되어 있다.

### 개찰 관계
JR 도카이가 업무를 실시해, 도카이 교통 사업에 업무위탁하고 있다. 구와나역 관리. 나고야 철도 연락처는 메이테쓰이치노미야 역. 창구 영업 시간은 5:45 - 22:20. 역사 내부에는 미도리노마도구치나 승차권 자동 발매기 1대, TOICA 간이 개찰기나 TOICA 충전기가 놓여져 있다. 개찰기는 TOICA(상호 이용 가능한 카드를 포함)및 나고야 철도 선에 걸친 Manaca으로만 대응하는 것도 있어, 자기식 승차권으로는 대응하고 있지 않다.
오히려, 승차권 자동 발매기는 JR 도카이 방식의 터치 패널식이며, 나고야 철도 선 승차권은 화면 오른쪽 아래의 '나고야 철도 선'의 표시를 터치해 나고야 철도 운임의 화면으로 전환한다. 나고야 철도 선의 승차권도 JR 도카이의 지문의 자기권으로 발행되고 있다. 또한, 창구에 걸쳐서는 나고야 철도 선 정기권(Manaca 정기권 포함)이 발매되고 있지만, 나고야 철도의 기획 승차권은 발매되지 않는다.

## 이용 현황
- JR 도카이

| 연도 | 하루 평균 승차 인원 |
| 2005 | 914                 |
| ---- | ------------------- |

- 나고야 철도

| 연도 | 하루 평균 승차 인원 |
| 2007 | 1,120               |
| 2008 | 1,184               |
| ---- | ------------------- |

## 역 주변
- 야토미 시청
- 야토미 우체국
- 긴테쓰야토미 역 (긴키 닛폰 철도 나고야 선)
- 이온 타운 야토미
- 미쓰비시 도쿄 UFJ 은행 야토미 지점
- 가이난 병원

## 역사
- 1895년
  - 5월 24일 : 간사이 철도의 마에가스역(일본어: 前ヶ須駅)으로서, 나고야 - 마에가스 간의 개통시에 개업.
  - 11월 7일 : 야토미역으로 개칭.
- 1898년 4월 3일 : 비사이 철도선(현재의 나고야 철도 비사이 선)이 야토미 - 쓰시마 간에 개업에 이 역으로 상호 운행.
- 1907년 10월 1일 : 간사이 철도가 국유화.
- 1909년 10월 12일 : 국유철도의 선로명칭 제정. 간사이 본선의 소속이 된다.
- 1925년 8월 1일 : 비사이 철도가 나고야 철도로 매수되어, 이 회사의 비사이 선이 된다.
- 1980년 10월 1일 : 차급화물의 취급을 폐지.
- 1985년 3월 14일 : 하물의 취급을 폐지.
- 1987년 4월 1일 : 일본국유철도 분할 민영화에 의해, 고쿠테쓰 역은 도카이 여객철도(JR 도카이)가 승계.
- 1992년 11월 : 미도리노마도구치 영업 개시.
- 2006년 11월 25일 : JR 도카이에 IC 카드 TOICA 공용 개시.
- 2011년 2월 11일 : 나고야 철도에 IC 카드 Manaca 공용 개시.
- 2012년
  - 2월 29일 : 트랜패스 공용 종료.
  - 4월 21일 : TOICA와 Manaca 공용 개시.

## 인접 정차역
| 도카이 여객철도 간사이 본선 | 도카이 여객철도 간사이 본선 | 도카이 여객철도 간사이 본선       |
| --------------------------- | --------------------------- | --------------------------------- |
| 가니에 나고야 방면          | ■ 구간 쾌속                 | 구와나 욧카이치 · 가메야마 방면   |
| 에이와 나고야 방면          | ■ 보통                      | 나가시마 욧카이치 · 가메야마 방면 |
| 나고야 철도 비사이 선       |                             |                                   |
| 시·종착역                   | ■ 비사이 선                 | 고노산 TB 10 다마노이 방면        |